# 醫院道

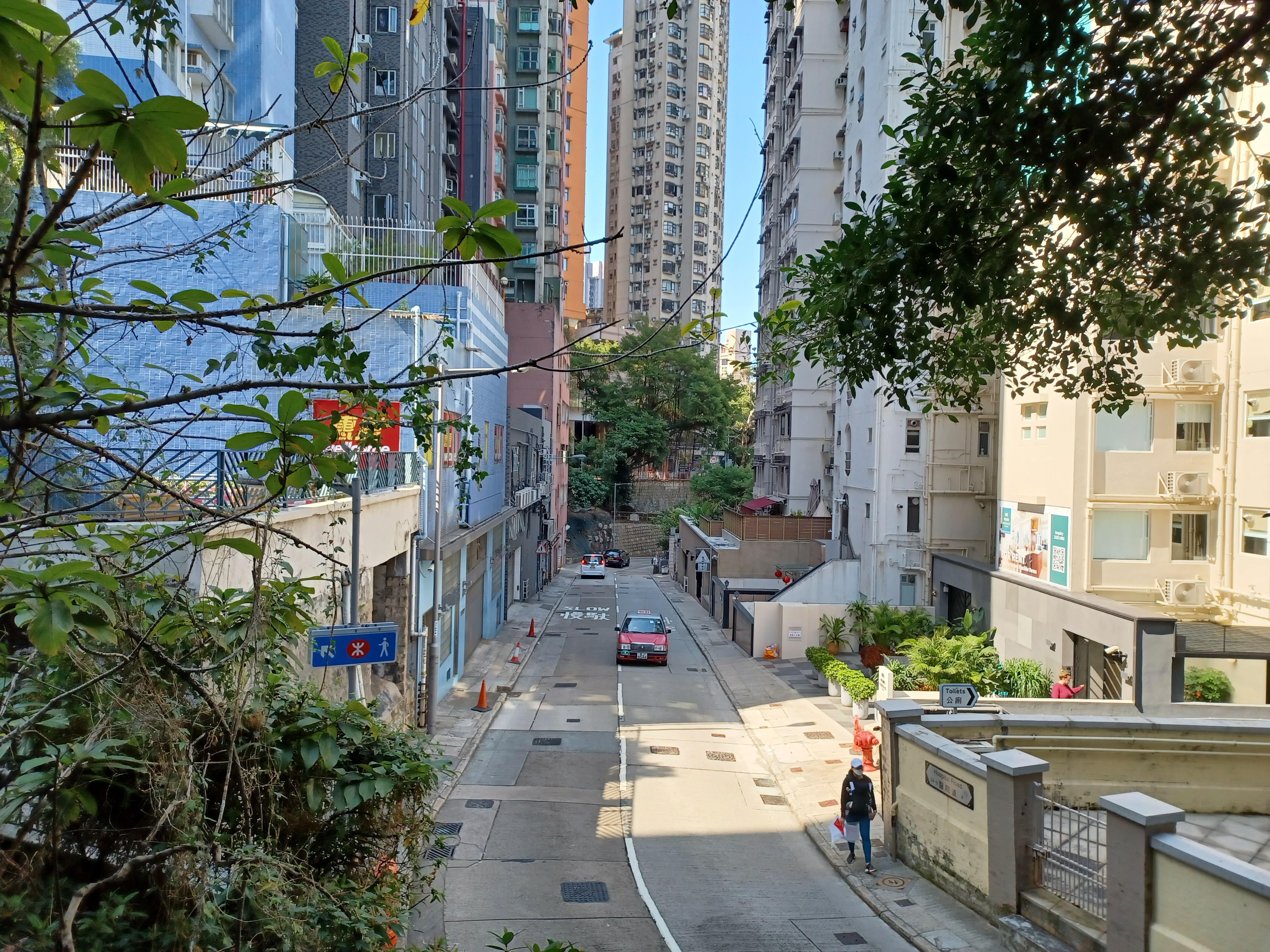
醫院道

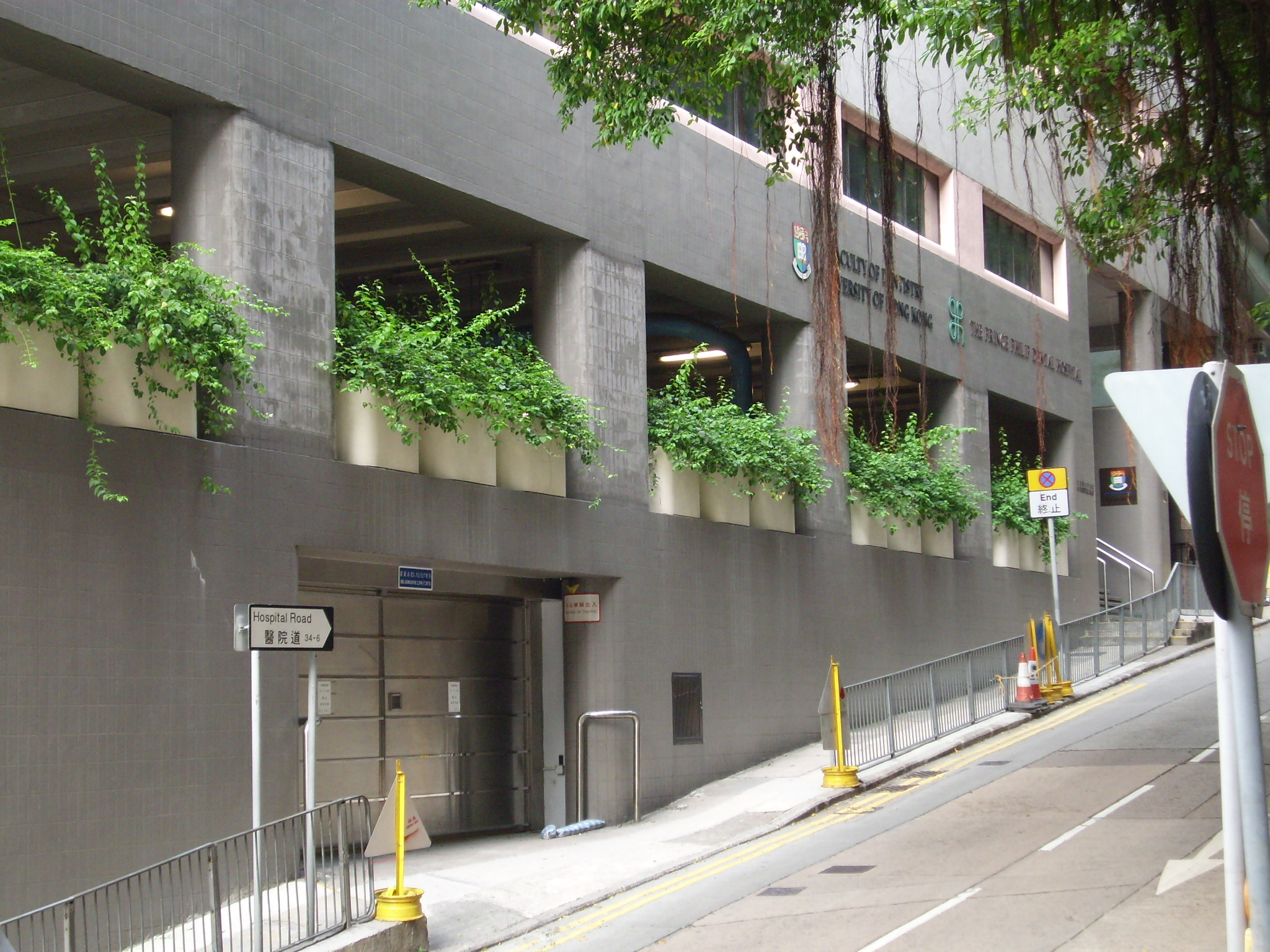
醫院道菲臘牙科醫院

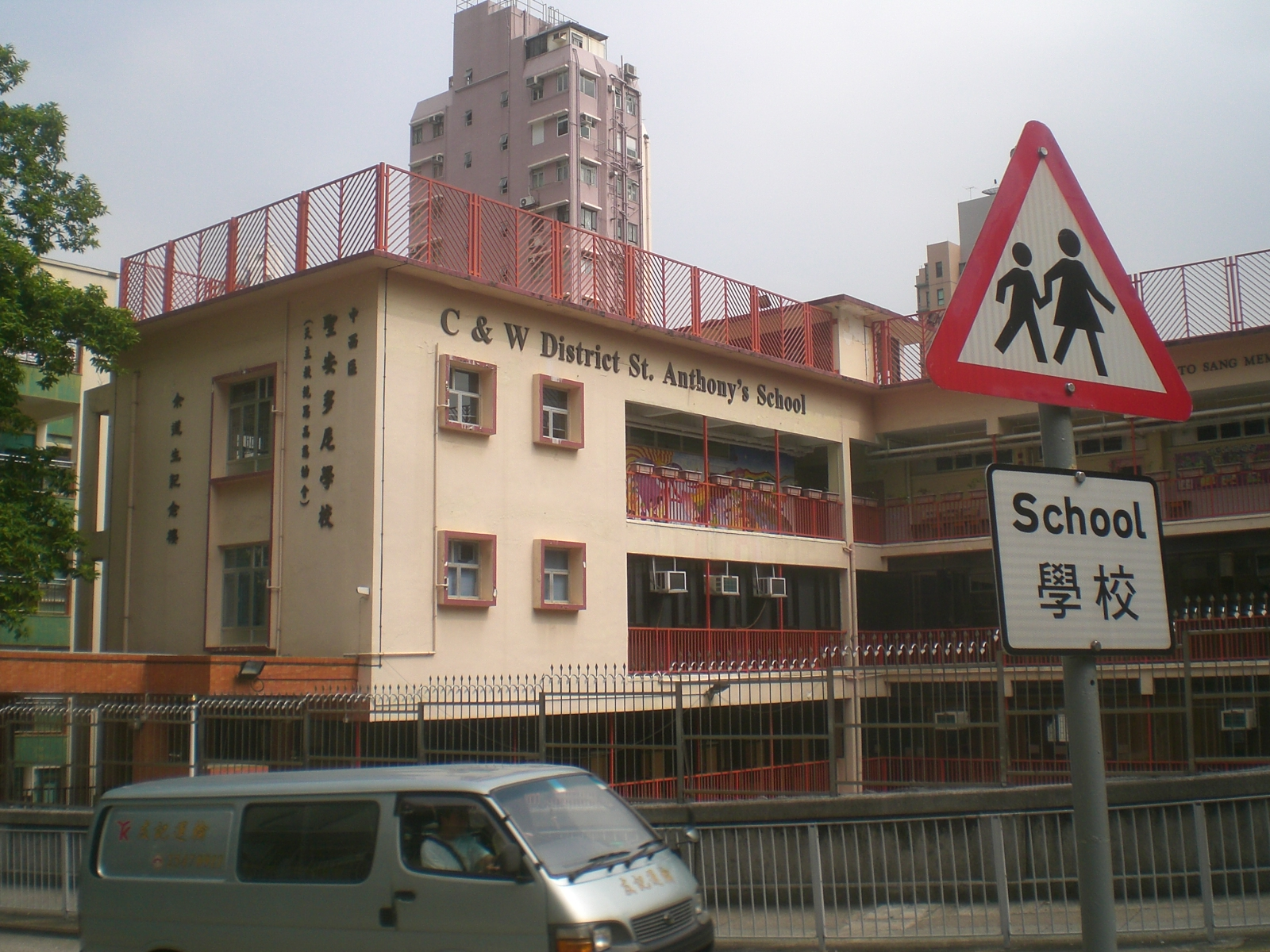
中西區聖安多尼學校

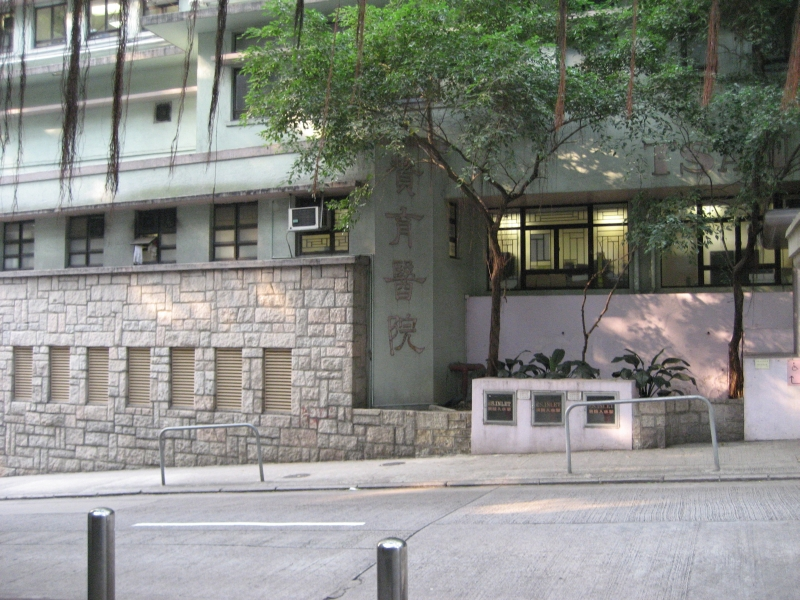
贊育醫院

醫院道（英語：Hospital Road）是一條位於香港中西區上環及西營盤交界的街道，因該處原來的國家醫院而得名。

## 交匯街道
(由西至東)
- 東邊街及第二街
- 育賢坊
- 般咸道、堅道及西摩道

## 主要建築物及景點
(由西至東)
- 香港佐治五世紀念公園 (俗稱「花園仔」)
- 菲臘牙科醫院
- 贊育醫院
- 西營盤賽馬會分科診所 (前國家醫院)
- 樂善堂梁銶琚書院
- 戴麟趾康復中心
- 匯賢居
- 石牆樹
- 中西區聖安多尼學校

## 交通
港鐵
- █  港島綫：西營盤站B2出口

皇后大道西
東邊街
德輔道西
干諾道西
般咸道
醫院道

## 地形景觀
醫院道位於皇后大道西與般咸道之間，海拔高度落差不少，香港島似西半山腰經典景觀，坐南向北，戶戶西環維多利亞港海景，望西九龍及荃灣岸邊等。